# 유럽 고속도로 421호선
유럽 고속도로 421호선(European route E421)은 벨기에의 에이나텐과 룩셈부르크를 이어주는 B-클래스급 고속도로로, 총 연장은 약 173 km이다.

## 경로
- 벨기에
  - 에이나텐(영어판)
  - 오이펜
  - 장크트피트
- 룩셈부르크
  - 룩셈부르크